# 富山県道239号井栗谷大門線
富山県道239号井栗谷大門線（とやまけんどう239ごう いぐりだにだいもんせん）は富山県砺波市と同県射水市を結ぶ一般県道（富山県道）である。

## 概要
路線名の「大門」は、終点付近の旧自治体名（富山県射水郡大門町）に由来する。
- 起点：富山県砺波市井栗谷1164[1]（＝富山県道25号砺波細入線交点）
- 終点：富山県射水市下条1035[1]（＝富山県道11号新湊庄川線交点）

## 歴史
- 1960年（昭和35年）4月23日：路線認定[1][2]。

## 接続道路
- 富山県道25号砺波細入線（砺波市井栗谷：起点）
- 国道359号（砺波市三合・三合交差点）
- 国道359号（砺波市頼成新）
- 富山県道72号坪野小矢部線（砺波市宮森新・宮森新交差点）
- 富山県道367号串田新黒河線（射水市串田新）
- 富山県道9号富山戸出小矢部線（射水市串田・串田交差点）
- 富山県道9号富山戸出小矢部線（射水市串田・本村交差点）
- 富山県道58号高岡小杉線（射水市串田・牧田交差点）
- 富山県道236号小杉大門線（射水市串田）
- 富山県道11号新湊庄川線（射水市下条：終点）

## 重複区間
- 国道359号（砺波市三合・三合交差点 - 同市頼成新）
- 富山県道9号富山戸出小矢部線（射水市串田・串田交差点 - 同市串田・本村交差点）

## 通過する自治体
- 富山県
  - 砺波市 - 高岡市 - 射水市

## 周辺
- 砺波市栴檀山体育館
- 栴檀山農村集落センター
- 和田川ダム（庄川水系和田川）
- 県民公園頼成の森
- 栴檀野郵便局
- 北陸自動車道 高岡パーキングエリア
- 串田新遺跡公園
- 大門企業団地
- 射水市大門コミュニティセントー